# Philipp Strauch
Philipp Theodor Strauch (ros. Филип Штраух; ur. 8 sierpnia 1862 w Petersburgu, zm. 3 listopada 1924 tamże) – rosyjski żeglarz, olimpijczyk, zdobywca brązowego medalu w regatach na Letnich Igrzyskach Olimpijskich w 1912 roku w Sztokholmie.
Na Letnich Igrzyskach Olimpijskich 1912 zdobył brąz w żeglarskiej klasie 10 metrów. Załogę jachtu Gallia II tworzyli również Esper Biełosielski, Ernst Brasche, Nikołaj Pusznicki, Aleksandr Rodionow, Iosif Schomaker i Karl Lindholm.